# Karasi, Semenivka
Karasi (în ucraineană Карасі) este un sat în comuna Oleksandrivka din raionul Semenivka, regiunea Cernihiv, Ucraina.

## Demografie
Componența lingvistică a localității Karasi
     Ucraineană (77,78%)
     Rusă (22,22%)
Conform recensământului din 2001, majoritatea populației localității Karasi era vorbitoare de ucraineană (77,78%), existând în minoritate și vorbitori de rusă (22,22%).